# Transport kolejowy w Mauretanii

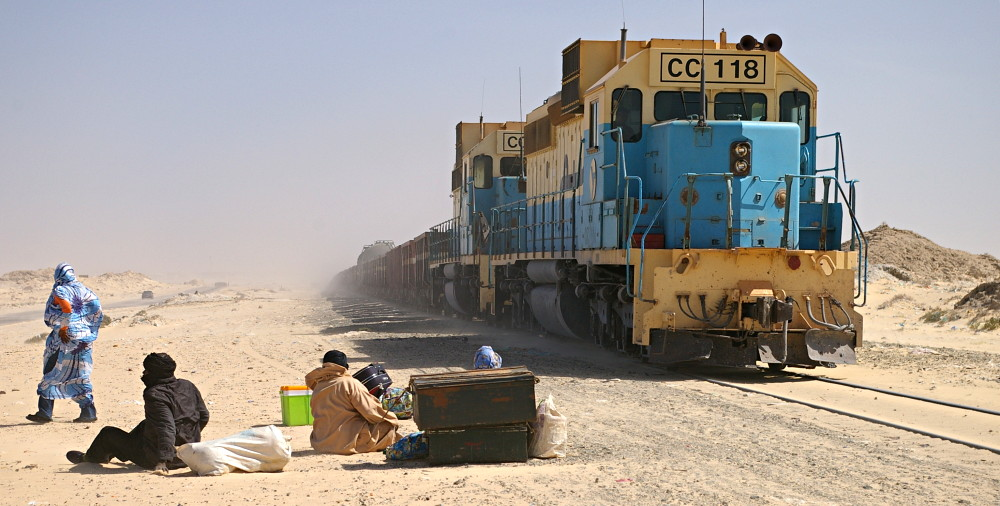
Pociąg spółki SNIM na stacji kolejowej Nawazibu

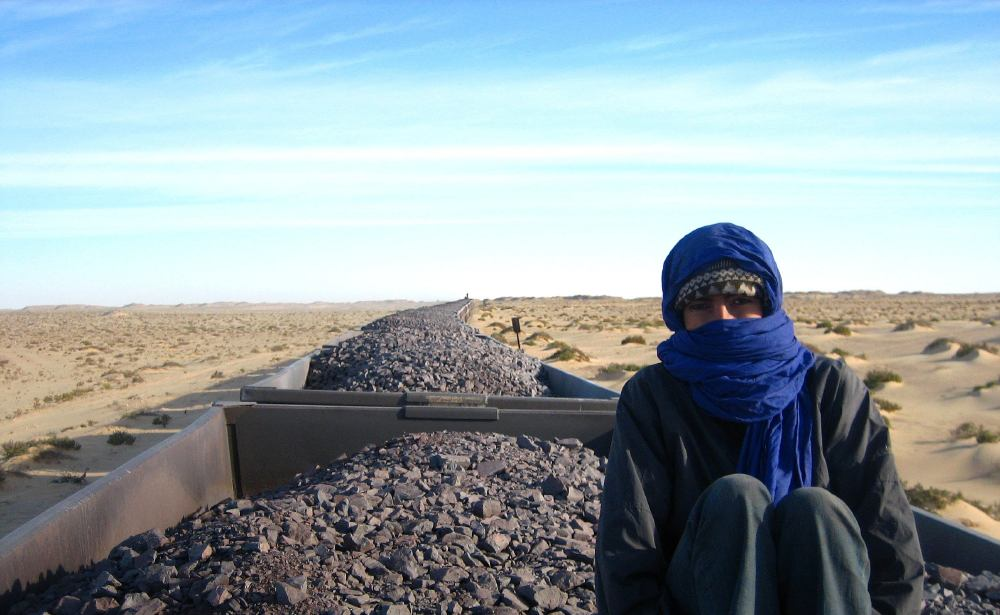
Podróż w załadowanej rudą węglarce (w kierunku Oceanu Atlantyckiego)

Transport kolejowy w Mauretanii – system transportu szynowego w Mauretanii, na który składa się niezelektryfikowana, jednotorowa linia kolejowa przebiegająca przez Mauretanię i Saharę Zachodnią, a łącząca porty oceaniczne Nawazibu i Kansadu z kopalniami rudy żelaza: Tazadit, Kalb al-Ghajn i Mahaudat, położonymi u podnóża gór Kidjat Idżdżil i Al-Hammami.
Właścicielem, zarządcą infrastruktury i przewoźnikiem na kolei mauretańskiej jest firma wydobywcza Société Nationale Industrielle et Minière de Mauritanie (SNIM), której głównym udziałowcem jest skarb państwa Islamskiej Republiki Mauretańskiej (78,35%).

## Historia
Infrastruktura kolejowa w Mauretanii została zbudowana z inicjatywy francuskich władz kolonialnych Afryki Zachodniej, w związku z odkryciami w latach 30. i 50. XX wieku bogatych złóż rudy żelaza (hematyt, magnetyt) w okolicach masywu górskiego Kidjat Idżdżil. Pierwsze prace przy budowie linii kolejowej z wybrzeża w głąb pustyni podjęto w roku 1940, w czasie II wojny światowej jednak je przerwano. Wznowiono je po 1952. Formalna decyzja o budowie kolei mauretańskiej łączącej Port-Étienne z Fort Gouraud zapadła 21 marca 1960 roku.
Linia została wybudowana w latach 1961–1963 przez międzynarodowe konsorcjum Société Anonyme des Mines de Fer de Mauritanie (MIFERMA). 5 marca 1961 zainaugurowano budowę pierwszego kilometra torów. W 1962 wydrążono na pustyni, w skale granitowej, dwukilometrowy tunel kolejowy Choum, dla ominięcia terytorium Sahary Hiszpańskiej. Prace nad linią zakończono 25 marca 1963, a oddano ją do użytku 21 kwietnia 1963. Pierwszy transport z rudą dotarł z kopalni saharyjskich nad Ocean Atlantycki 1 czerwca 1963, a uroczysta inauguracja linii z udziałem prezydenta Mauretanii odbyła się 16 czerwca 1963.
W 1974 roku linia, jako część majątku konsorcjum MIFERMA, została znacjonalizowana przez Mauretanię. W tym samym roku przeszła pod zarząd spółki Société Nationale Industrielle et Minière de Mauritanie (SNIM). W latach 1976–1978 linia była celem ataków i sabotażów ze strony partyzantów Frontu Polisario. Na pewien okres, w związku z toczącą się wojną w Saharze Zachodniej, zawieszono na niej ruch.
Pierwotnie kolej mauretańska przebiegała wzdłuż granicy mauretańsko-zachodniosaharyjskiej z Przylądka Białego w głąb Sahary, w okolice miasta Zuwirat i kopalni Tazadit. W 1978 roku zbudowano pięciokilometrowy odcinek torów, w okolicach miasta Szum, przebiegający przez terytorium Sahary Zachodniej. W związku z wytyczeniem nowego szlaku wyłączono z eksploatacji tunel kolejowy Choum. W latach 80. i 90. XX wieku, związku z rozpoczęciem eksploatacji kolejnych pól wydobywczych, zbudowano nowe bocznice kolejowe, sięgające bardziej na północ, poza masyw górski Kidjat Idżdżil.
W najbliższych latach planowana jest modernizacja linii, w celu zwiększenia jej wytrzymałości oraz dostosowania do nowego taboru, którego zakupy planowane są w latach 2010–2011. Istnieje również projekt zbudowania bocznicy kolejowej do nowej kopalni rudy żelaza w Guelb al-Aouj.

## Charakterystyka
Długość kolei mauretańskiej wynosi 648 kilometrów (Nawazibu – Tazadit), a łącznie z bocznicami do kopalni i portów – 740 kilometrów. Na linii znajduje się 9 mijanek, co około 60 kilometrów. Minimalny promień łuków wynosi 1000 m. Średnia prędkość pociągów na linii wynosi 38 km/h. Rocznie przewozi się nią do 14 milionów ton ładunków.
Tor linii poddawany jest ciągłej konserwacji z uwagi na zasypujący go piasek nawiewany z pustyni przez wiatr. Co 150 kilometrów rozmieszczone są na linii specjalne posterunki serwisowe, na których dyżury pełnią pracownicy techniczni. Ponadto jeżdżą nią specjalne pociągi, których zadaniem jest zmiatanie piasku z szyn.

## Ruch kolejowy na linii
Kolej mauretańska wykorzystywana jest przede wszystkim jako towarowa w przewozach rudy żelaza do portów atlantyckich i zaopatrzenia w wodę, paliwo oraz sprzęt górniczych miast saharyjskich. Kursuje nią 6 pociągów dziennie, po 3 w każdą stronę. Przeważają bardzo ciężkie pociągi o masie do 22 000 ton brutto i nacisku osi 26 ton.
Szlakiem kolei mauretańskiej regularnie jeżdżą najdłuższe towosy na świecie o długości do 2,8 kilometra. Dwa tego typu pociągi kursują codziennie na trasie Nawazibu – Zuwirat. Złożone są z 3-4 lokomotyw SDL40-2, 200-210 węglarek, z których każda może przewozić do 84 ton rudy oraz z kilku wagonów osobowych (I i II klasy), kilku wagonów platform do przewozu samochodów lub sprzętu górniczego, a także nierzadko kilku cystern z wodą pitną lub paliwem. Pasażerowie podróżujący tymi towosami wybierają najczęściej przejazd w otwartych wagonach towarowych, gdyż taka forma podróży jest bezpłatna.

## Literatura
- Jean-Louis Chaléard, Chantal Chanson-Jabeur, Chantal Béranger, Le chemin de fer en Afrique, Paris 2006, ISBN 2-84586-643-7.